# Mortel Transfert
Pour plus de détails, voir Fiche technique et Distribution.
Mortel Transfert est un thriller franco-allemand, réalisé par Jean-Jacques Beineix, adapté du roman éponyme de Jean-Pierre Gattégno, sorti en 2001.

## Synopsis
Michel Durand, psychanalyste, mène une vie très tranquille jusqu'au jour où une de ses patientes, Olga Kubler, une sadomasochiste et perverse kleptomane, se fait étrangler pendant sa consultation alors qu'il s'est endormi.
Que s'est-il passé ? Qui a tué l'épouse de l'escroc, Max Kubler ? Pourquoi Michel Durand a-t-il si mal aux avant-bras ? Peut-on commettre un meurtre dans son sommeil ? Il se débarrasse du corps alors que le commissaire Chapireau mène l'enquête et que Max Kubler se lance à la recherche de sa femme.

## Fiche technique
- Titre original : Mortel Transfert
- Titre anglais : Mortal Transfer
- Réalisation : Jean-Jacques Beineix
- Scénario : Jean-Jacques Beineix, d'après le roman éponyme de Jean-Pierre Gattégno
- Décors : Philippe Chiffre
- Costumes : Fabienne Katany
- Photographie : Benoît Delhomme
- Montage : Yves Deschamps
- Musique : Reinhardt Wagner (originale)
- Producteur : Reinhard Klooss
- Sociétés de production : Canal+, Cargo Films et Odeon Film
- Pays d'origine :  France et  Allemagne
- Langue originale : français
- Format : couleurs - 35mm - 2,35:1 - DTS et Dolby Digital
- Durée : 122 min
- Dates de sortie :
  -  France : 10 janvier 2001
  -  Allemagne : février 2001 (Festival de Berlin -section Panorama), 31 janvier 2002 (sortie nationale)
  -  Belgique : 8 octobre 2001 (Festival International de Flandres)

## Distribution
- Jean-Hugues Anglade : Michel Durand
- Hélène de Fougerolles : Olga Kubler
- Miki Manojlovic : Erostrate
- Valentina Sauca : Hélène Maier
- Robert Hirsch : Armand Slibovic
- Yves Rénier : Max Kubler
- Catherine Mouchet : Le professeur de maths
- Denis Podalydès : Le commissaire Chapireau
- Jean-Pierre Becker : Jacques Preco
- Estelle Desanges : La mère de Michel Durand
- Ovidie : La jeune femme du film porno
- Pierre-Louis Monnot : Michel Durand enfant
- Gérard Sandoz : L'inspecteur de Police
- Fanny Féret : La vendeuse bijouterie

## Autour du film
- Connu pour ses rapports conflictuels avec les producteurs, Jean-Jacques Beineix a autofinancé le film à 90%. L'accueil critique et public ayant été plus que mitigé, ce pari risqué lui a coûté cher[1].